# Mikulůvka
Mikulůvka település Csehországban, Vsetíni járásban. Mikulůvka Bystřička, Kateřinice, Jarcová, Podolí, Loučka, Pržno és Oznice településekkel határos. Lakosainak száma 827 fő (2024. január 1.).

## Népesség
A település lakosságának változását az alábbi diagram mutatja:
| Lakosok száma | 641  | 686  | 683  | 855  | 759  | 708  | 765  | 793  | 805  | 827  |
|               | 1869 | 1900 | 1921 | 1961 | 1980 | 2011 | 2016 | 2019 | 2021 | 2024 |